# Jeter C. Pritchard
Jeter C. Pritchard (Jonesborough, 1857. július 12. – Asheville, 1921. április 10.) az Amerikai Egyesült Államok szenátora (Észak-Karolina, 1895–1903).